# Las Vegas Strip
De Las Vegas Strip (kortweg: de Strip) is een 6,8 km lange strook langs de straat South Las Vegas Boulevard in Clark County, in de Amerikaanse staat (Nevada) waaraan veel casino's en hotels liggen. De Strip loopt parallel aan de weg Interstate 15 (Los Angeles - Salt Lake City). Het is een van de nationale Scenic Byways.
De Strip wordt almaar verder de woestijn in gebouwd, daarnaast worden verouderde casino's gesloopt en nieuwe grotere hotels en casino's op deze plekken gebouwd. Er wordt veel moeite gedaan om klanten de casino's binnen te krijgen; zo zijn er rolpaden vanuit de straat, die de mensen de casino's binnen brengen. Dit alles resulteert er in dat vijftien van de vijfentwintig grootste hotels ter wereld op de strip staan. Alle hotels samen hebben ongeveer 62.000 hotelkamers.

## Ligging

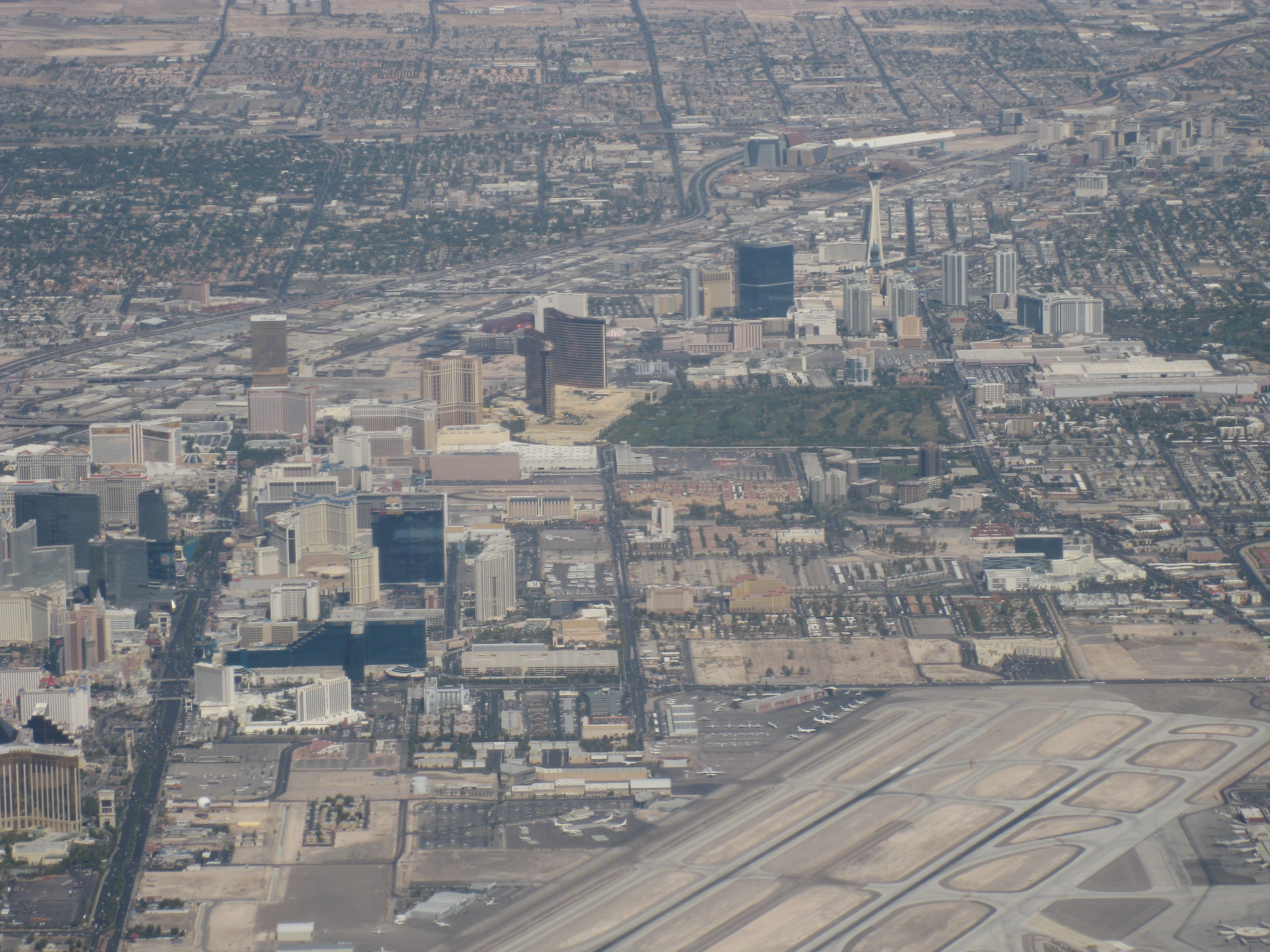
De luchtfoto van de Strip.

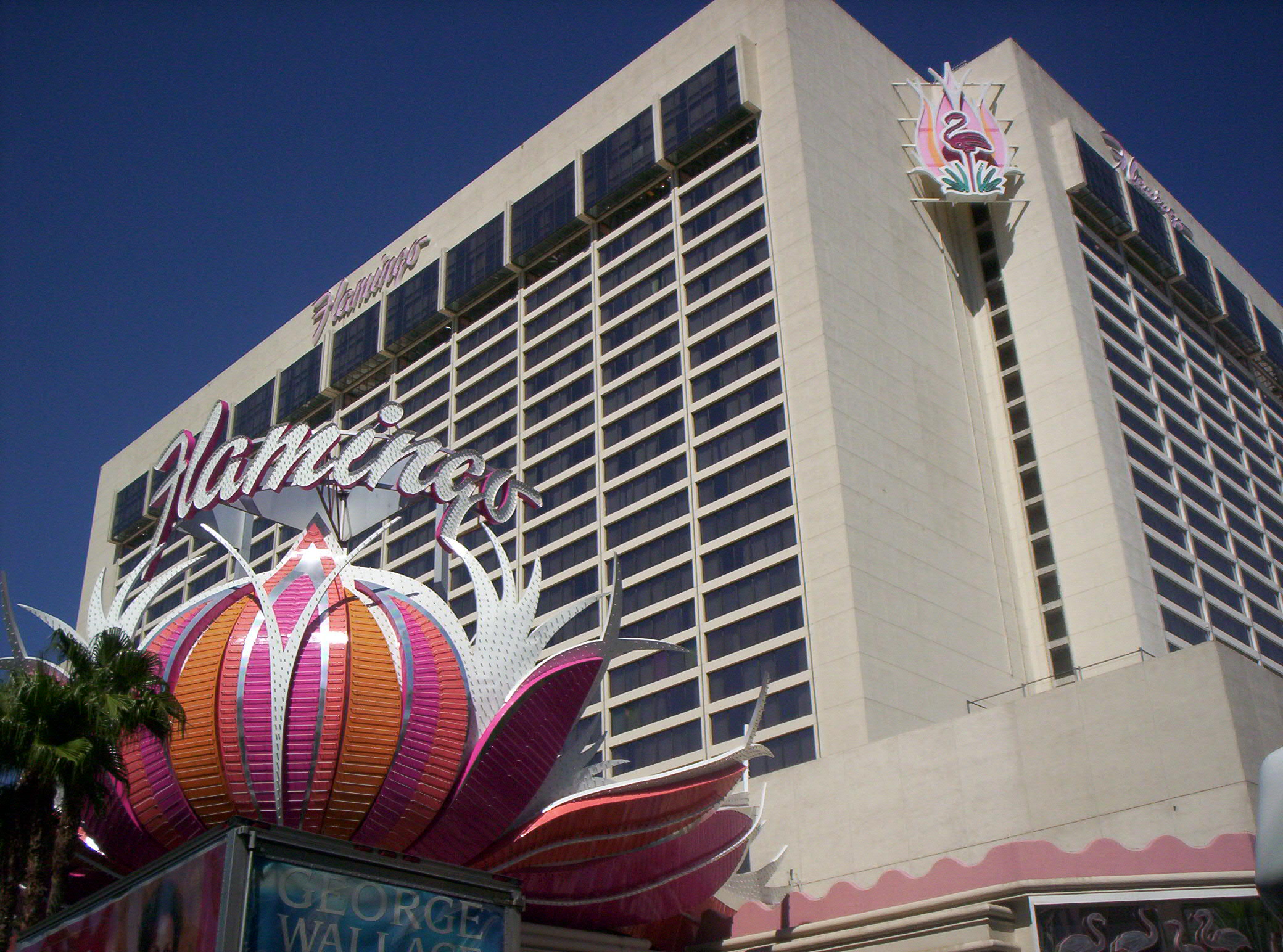
Het Flamingo, het oudste nog geopende hotel op de Strip.

Vroeger moesten casino's van Las Vegas, die zich niet aan Fremont Street of de directe omgeving daarvan bevonden, buiten de stadsgrenzen van Las Vegas liggen. Daarom werden deze casino's aan de South Las Vegas Boulevard gevestigd, buiten de stadsgrenzen. De South Las Vegas Boulevard loopt parallel met Interstate 15 en het gedeelte dat officieel de Strip heet ligt tussen Sahara Avenue en Russel Road. Dit is van het casino Mandalay Bay in het zuiden tot aan het inmiddels gesloten casino Sahara Las Vegas in het noorden.
Vroeger liep de Strip officieel tot Tropicana Avenue bij het MGM Grand maar door uitbreidingen is deze grens steeds naar het zuiden verplaatst. Aan de noordkant is de grens al die tijd wel op dezelfde plek gebleven omdat hier minder is uitgebreid.
Hoewel alles buiten de grenzen officieel geen strip genoemd mag worden, wordt dit in de meeste gevallen wel gedaan en wordt met "de strip" vooral hotels en casino's aan de South Las Vegas Boulevard bedoeld. Zo komt het voor dat het South Point Hotel, Grandview Resort, M Resort, dat zich op 12 kilometer van het bord Welcome to Fabulous Las Vegas bevindt en dus officieel niet tot de Strip behoort, ook met de Strip aangeduid wordt. 
Het merendeel van de Strip ligt in de plaats Paradise en een deel in de plaats Winchester (beide plaatsen zijn geen zelfstandige gemeente, maar liggen als "census-designated place" in het district Clark County).

## Geschiedenis
Het eerste casino dat geopend werd op wat tegenwoordig de Strip genoemd wordt, was het El Rancho Vegas. Dit hotel annex casino werd geopend op 3 april 1941 en had 63 hotelkamers. Het El Rancho stond er bijna 20 jaar, tot het in 1960 door brand werd verwoest. Het succes van het El Rancho spoorde ook andere ondernemers aan en in 1942 werd er het Las Frontier geopend. De maffia had grote interesse in het groeiende gokcentrum en zo kwamen er nog meer hotels op de Strip te staan. Een hiervan was het Flamingo wat tot op de dag van vandaag het oudste nog geopende hotel aan deze straat is.
In 1968 werd het Flamingo gekocht door Kirk Kerkorian die vervolgens de manager van het Sahara in dienst nam om personeel op te leiden voor het International Hotel dat nog in aanbouw was. Het International Hotel opende zijn deuren in 1969 met een totaal van 1.512 hotelkamers. Het International Hotel was het begin van de grote hotels en casino's op de Strip.
Vier jaar later werd het eerste MGM Grand Hotel & Casino geopend, eveneens eigendom van Kirk Kerkorian. Op dat moment was het een van de grootste hotels in de wereld. In november 1980 kreeg het MGM Grand te maken met de grootste brand in de geschiedenis van het hotel. De brand, met als oorzaak elektronicaproblemen, betekende de dood voor 87 mensen en het duurde acht maanden tot het hotel weer opnieuw geopend kon worden. Zes jaar later in 1986 verkocht Kerkorian het MGM Grand aan Bally Entertainment Corporation en werd het hotel omgedoopt tot Bally's.

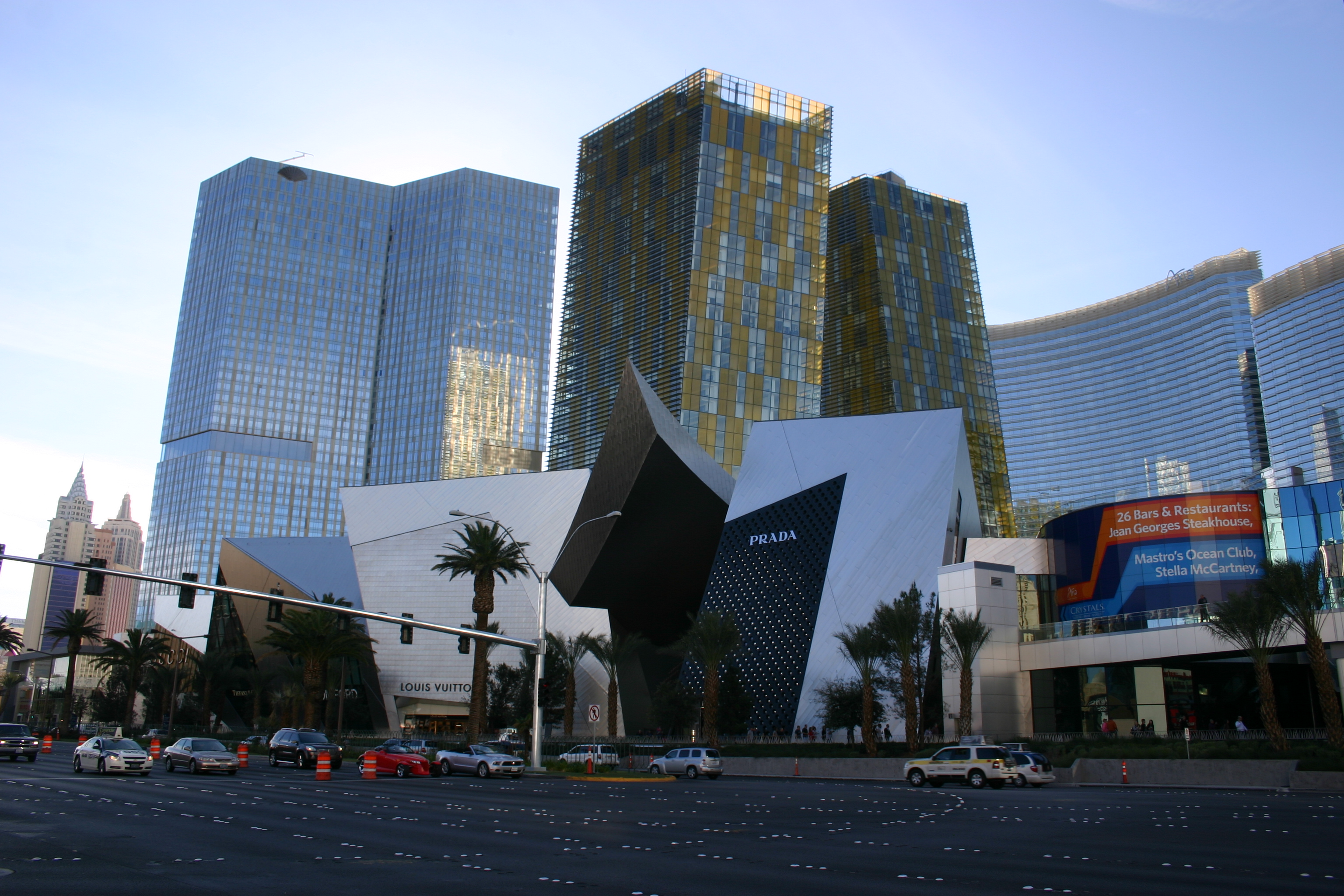
Het CityCenter in 2009.

Het in 1989 geopende Mirage zorgde voor een nieuwe bouwperiode van nog grotere hotels waarbij veel kleinere hotels aan de Strip afgebroken werden om er grote resorts neer te kunnen zetten. Deze resorts waren niet alleen maar hotels en casino's, maar leverden bijvoorbeeld ook entertainment. Deze verandering had vooral effect op de oudere traditionele bedrijven zoals The Dunes, Sands Hotel, Stardust en het Sahara.
In de jaren negentig kreeg de Strip steeds meer andere vormen van vermaak. Dit was niet altijd even succesvol: het attractiepark van het MGM Grand moest bij gebrek aan belangstelling weer gesloten worden. Andere, kleinere voorzieningen zoals de M&M World, het Adventuredome en de Fashion Show Mall waren meer succesvol.
De komst van Bellagio, The Venetian en Wynn zorgde ervoor dat veel oudere hotels flink moesten investeren om mee te kunnen concurreren met de grote nieuwe hotels. Dat leidde onder meer tot veranderingen van thema's bij verschillende hotels en de komst van meer nachtclubs, bars en restaurants. Ook kwamen er veel meer winkels en winkelcentra op de Strip.
In 2004 werd door MGM Mirage International het CityCenter aangekondigd. Dit werd het duurste privaat gefinancierde project in de Verenigde Staten. De bouw er van begon in 2006 en eind 2009 werden de verschillende hotels geopend. Vrijwel tegelijk met het CityCenter werd ook het Cosmopolitan gebouwd; dit opende in 2010 zijn deuren.
De economische crisis zorgde ook op de Strip voor problemen. Zo moest het historische Sahara de deuren sluiten en konden grote projecten als het Echelon Place niet worden voltooid. De plannen voor het Las Vegas Plaza werden zelfs stopgezet door toedoen van de crisis. Het leidde tot een sterke consolidatie, waardoor de meeste hotels in Las Vegas anno 2023 in handen zijn van twee groepen: van de 27 hotels op de strip, worden er 17 uitgebaat door MGM Resorts (met vooral de hotels in de zuidelijke kant van de strip) of Caesars Entertainment (middendeel).
Op 29 september 2023 opende nabij de strip een nieuwe futuristische bolvormige concertzaal, The Sphere. In deze zaal worden tijdens concerten beelden geprojecteerd, zodat het lijkt alsof concertgangers zich in een hele andere omgeving bevinden. Ook op de buitenkant kunnen beelden worden geprojecteerd, zodat de bol telkens een andere aanblik krijgt. De eerste band die hier een concert gaf, is de Ierse rockband U2.

## De hotels

### De grote hotels
| Naar het noorden: Fremont Street | Naar het noorden: Fremont Street               | Naar het noorden: Fremont Street |
| -------------------------------- | ---------------------------------------------- | -------------------------------- |
| ↑                                |                                                |                                  |
| Stratosphere                     |                                                |                                  |
| Sahara Avenue                    | Sahara Avenue                                  |                                  |
|                                  | SLS Las Vegas (voorheen Sahara Hotel & Casino) |                                  |
| Circus Circus                    | Fontainebleau                                  |                                  |
| Circus Circus                    | Riviera (gesloten)                             |                                  |
| Echelon Place                    |                                                |                                  |
| Desert Inn Road                  | Desert Inn Road                                |                                  |
|                                  | Encore                                         |                                  |
| Fashion Show Mall                | Wynn                                           |                                  |
| Spring Mountain Road             | Sands Avenue                                   |                                  |
| Treasure Island                  | The Palazzo                                    |                                  |
| Treasure Island                  | The Venetian                                   |                                  |
| The Mirage                       | Casino Royale                                  |                                  |
| The Mirage                       | Harrah's                                       |                                  |
| The Mirage                       | The Linq                                       |                                  |
| Caesars Palace                   | Flamingo                                       |                                  |
| Caesars Palace                   | The Cromwell                                   |                                  |
| Flamingo Road                    | Flamingo Road                                  |                                  |
| Bellagio                         | Bally's                                        |                                  |
| Bellagio                         | Paris                                          |                                  |
| Vdara, Cosmopolitan              | Planet Hollywood                               |                                  |
| Harmon Avenue                    | Harmon Avenue                                  |                                  |
| Aria                             | Grand Chateau, The Signature                   |                                  |
| Waldorf Astoria Las Vegas        |                                                |                                  |
| Park MGM                         |                                                |                                  |
| New York-New York                | MGM Grand                                      |                                  |
| Tropicana Avenue                 | Tropicana Avenue                               |                                  |
| Excalibur                        | Tropicana                                      |                                  |
| Luxor                            | Harry Reid International Airport               |                                  |
| Delano                           |                                                |                                  |
| Four Seasons, Mandalay Bay       |                                                |                                  |
| Russell Road                     |                                                |                                  |
|                                  |                                                |                                  |
| Welcome to Fabulous Las Vegas    |                                                |                                  |
|                                  |                                                |                                  |
| ↓                                |                                                |                                  |
| Naar het zuiden: Interstate 215  |                                                |                                  |

### Gesloten hotels en casino's

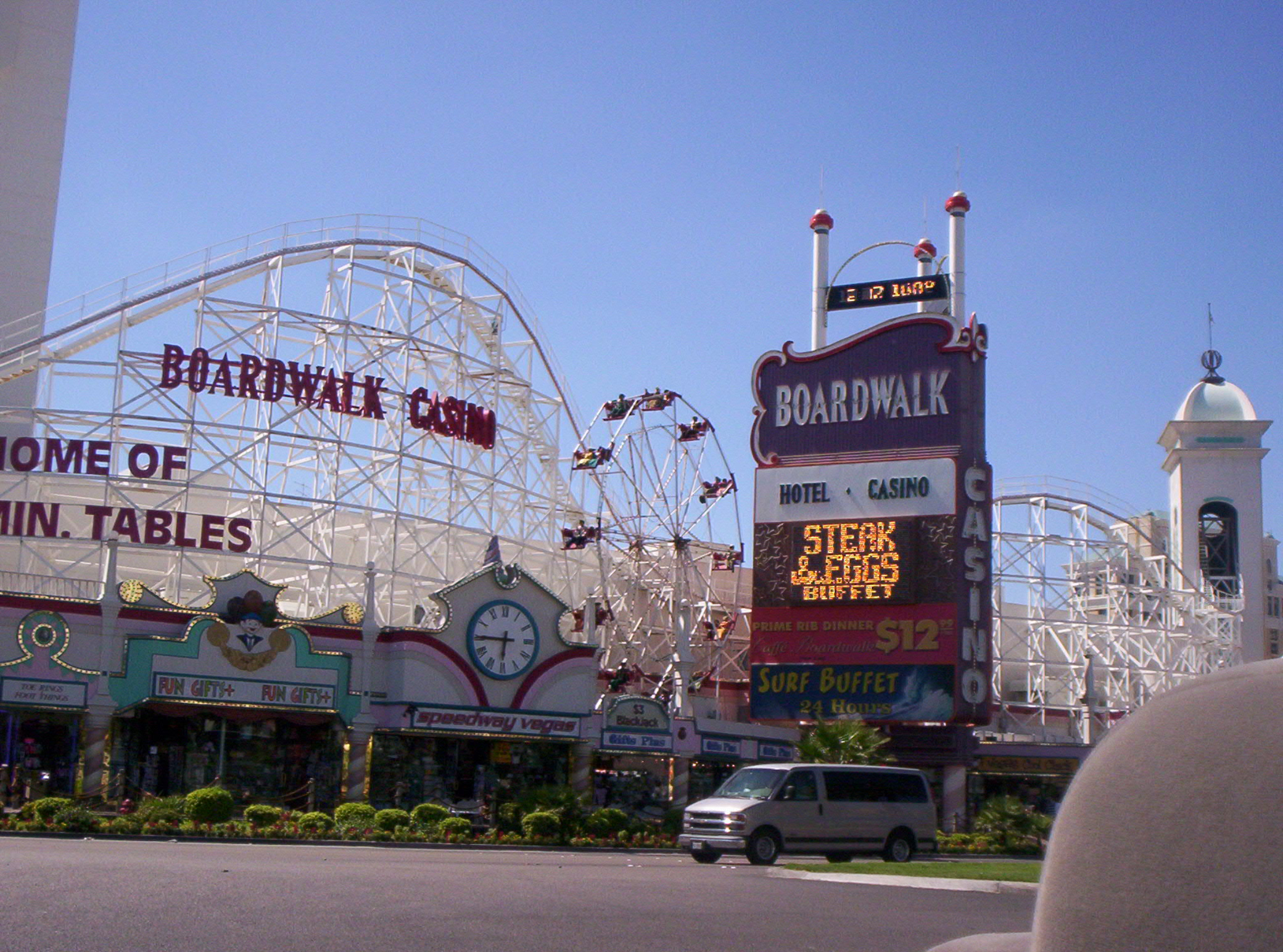
Het gesloopte Boardwalk Hotel & Casino.

Omdat er veel vernieuwd is op de Strip zijn veel van de oude hotels nu gesloten en vaak al afgebroken om plaats te maken voor nieuwere en grotere bedrijven. Hieronder een overzicht van de gesloten ondernemingen en de reden voor sluiting.
- Big Red's Casino; gesloten in 1982, nu een winkelcentrum.
- Boardwalk Hotel & Casino; gesloten en gesloopt in 2006 om plaats te maken voor het CityCenter.
- Desert Inn; gesloten in 2000 en gesloopt in 2004, nu Wynn.
- The Dunes (en golfbaan); gesloten in en gesloopt in 1993, nu het Bellagio, Park MGM, CityCenter, Cosmopolitan, New York-New York en Excalibur.
- El Rancho Casino; gesloten in 1992 en gesloopt in 2000. Nu het onvoltooide Fontainebleau.
- El Rancho Vegas; afgebrand in 1960.
- Glass Pool Inn; gesloopt in 2006.
- Hacienda; gesloten en gesloopt in 1996, nu het Mandalay Bay
- Holy Cow Casino & Brewery; gesloten in 2002, de grond staat te koop.
- Jackpot Casino; gesloten in 1977.
- Klondike Hotel & Casino; gesloten in 2006 en gesloopt in 2008.
- Lucky Slots Casino; gesloten in 1981, nu een winkelcentrum.
- Lotus Inn Hotel & Casino; gesloten in 1978, nu een Rodeway Inn.
- Money Tree Casino; gesloten in 1979, nu Bonanza Gift Store.
- Marina Hotel & Casino; gesloten en daarna onderdeel geworden van MGM Grand.
- The New Frontier; gesloten en gesloopt in 2007. Het zou worden vervangen door Las Vegas Plaza, maar dat project is stopgezet.
- Sahara Hotel & Casino; gesloten in 2011 en na renovatie heropend in 2014.
- San Souci; gesloten in 1962 om het Castaways te bouwen. Tegenwoordig de plek van Treasure Island.
- Sands Hotel; gesloten en gesloopt in 1996, nu het Venetian.
- Silver City Hotel & Casino; gesloten in 1999, nu het Silver City Shopping Center.
- Silver Slipper; gesloopt in 1988 voor een te bouwen parkeergarage. Nu is het Desert Inn Road Arterial.
- Stardust Resort & Casino; gesloten in 2006 en gesloopt in 2007 om plaats te maken voor het Echelon Place.
- Tally Ho Hotel; gesloten in 1966. Heropend als Alladin, wat in 2007 zijn naam veranderde in Planet Hollywood.
- Vacation Village Resort & Casino; gesloten in 2002 en gesloopt in 2006. Het Town Square is herbouwd op de plek van Vacation Village..
- Vegas World; gesloopt in 1995 en herbouwd als Stratosphere, echter een gedeelte van het oude Vegas World bestaat nog steeds.
- Westward Ho Hotel and Casino; gesloten in 2005 en gesloopt in 2006.

## Winkelen
| Naam                                               | Omschrijving                                                         |
| -------------------------------------------------- | -------------------------------------------------------------------- |
| Bonanza Gift Store 2440 Las Vegas Boulevard South  | 's Werelds grootste cadeauwinkel, Purveyors of Las Vegas Pop culture |
| Fashion Show Mall 3200 Las Vegas Boulevard South   | Tegenover het Wynn                                                   |
| Grand Canal Shoppes 3355 Las Vegas Boulevard South | kanaal, met gondels en zingende gondeliers, met diverse winkels.     |
| Miracle Mile Shops 3667 Las Vegas Boulevard South  | Deel van Planet Hollywood hotel.                                     |
| The Forum Shops 3500 Las Vegas Boulevard South     | Onderdeel van Caesars Palace.                                        |
| The Crystals 3720 Las Vegas Boulevard South        | Onderdeel van CityCenter.                                            |

## Vervoer

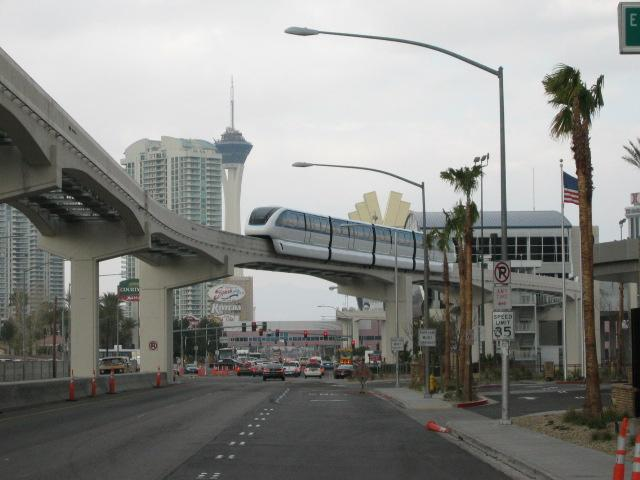
Monorail

De Las Vegas Monorail loopt aan de oostkant van de Strip van Tropicana Avenue tot Sahara Road. Daarnaast zijn er plannen om de monorail door te laten lopen tot Harry Reid International Airport. De bouw hiervan had in 2012 moeten beginnen.

Tevens beschikt de Strip over een eigen busdienst, The Deuce. De Deuce heeft stopplaatsen bij alle grote hotels en casino's. Daarnaast heeft de dienst ook haltes bij Freemont Street Experience en Downtown Las Vegas.
Ook beschikt de stad over verschillende kleine tramtrajecten:
- Mandalay Bay Tram; verbindt Mandalay Bay, Luxor en Excalibur
- CityCenter Tram; verbindt Monte Carlo, Crystals en Bellagio
- Een tram tussen The Mirage en Treasure Island